# Ride This Train
Ride This Train – ósmy album muzyka country Johnny’ego Casha. Pierwszy raz został wydany we wrześniu 1960, drugi raz 19 marca 2002 z czterema dodatkowymi piosenkami. Jest uważany za jeden z pierwszych albumów koncepcyjnych w historii muzyki popowej.

## Lista utworów
| 1. | „Loading Coal” (Merle Travis)                    | 4:58  |
|    |                                                  |       |
| 2. | „Slow Rider” (Cash)                              | 4:12  |
|    |                                                  |       |
| 3. | „Lumberjack” (Leon Payne)                        | 3:02  |
|    |                                                  |       |
| 4. | „Dorraine of Ponchartrain” (Cash)                | 4:47  |
|    |                                                  |       |
| 5. | „Going to Memphis (Cash, Hollie Dew, Alan Lomax) | 4:26  |
|    |                                                  |       |
| 6. | „When Papa Played the Dobro” (Cash)              | 2:55  |
|    |                                                  |       |
| 7. | „Boss Jack” (Tex Ritter)                         | 3:50  |
|    |                                                  |       |
| 8. | „Old Doc Brown” (Red Foley)                      | 4:10  |
|    |                                                  |       |
|    |                                                  | 32:20 |
|    |                                                  |       |

### Bonusowe piosenki
| 1. | „The Fable of Willie Brown” (Cash)                      | 1:57  |
|    |                                                         |       |
| 2. | „Second Honeymoon” (Autry Inman)                        | 1:57  |
|    |                                                         |       |
| 3. | „Ballad of the Harp Weaver” (Thelma Moore, Edna Millay) | 3:50  |
|    |                                                         |       |
| 4. | „Smiling Bill McCall” (Cash)                            | 2:06  |
|    |                                                         |       |
|    |                                                         | 09:50 |
|    |                                                         |       |

## Twórcy
- Johnny Cash – gitara, zapis nutowy, główny wykonawca, wokal
- Al Casey – gitara
- Luther Perkins – gitara
- Johnny Western – gitara
- Shot Jackson – gitara Dobro, gitara stalowa
- Marshall Grant – gitara basowa
- Gordon Terry – skrzypce
- Floyd Cramer – pianino
- Buddy Harman – bębny

Dodatkowi twórcy
- Don Law – producent pierwszego wydania
- Al Quaglieri – producent drugiego wydania
- Arthur Levy – zapis nutowy
- Howard Fritzson – kierownictwo artystyczne
- Alan Lomax – adaptacja, aranżacja
- Randall Martin – projekt
- Don Hunstein – fotografika
- Nick Shaffran
- Dick Miller
- Seth Foster
- Mark Wilder
- Stacey Boyle
- Matt Kelly
- Kay Smith
- Darren Salmieri
- Steven Berkowitz
- Patti Matheny